# Lămotești (okręg Vrancea)
Lămotești – wieś w Rumunii, w okręgu Vrancea, w gminie Milcovul. W 2011 roku liczyła 795
mieszkańców